# Проскурівська вулиця (Київ)
Проску́рівська ву́лиця — зникла вулиця, що існувала в Ленінградському районі (нині — Святошинський) міста Києва, село Микільська Борщагівка. Пролягала від Ленінабадської вулиці.

## Історія
Вулиця виникла до першої третини XX століття, ймовірно під такою ж назвою. Назва — на честь міста Проскурів (нині — Хмельницький). Ліквідована наприкінці 1970-х — на початку 1980-х років під час знесення старої забудови села Микільська Борщагівка та будівництва житлового масиву Південна Борщагівка.